# Camps-en-Amiénois
Camps-en-Amiénois és un municipi francès situat al departament del Somme i a la regió dels Alts de França. L'any 2007 tenia 171 habitants.

## Demografia

### Població

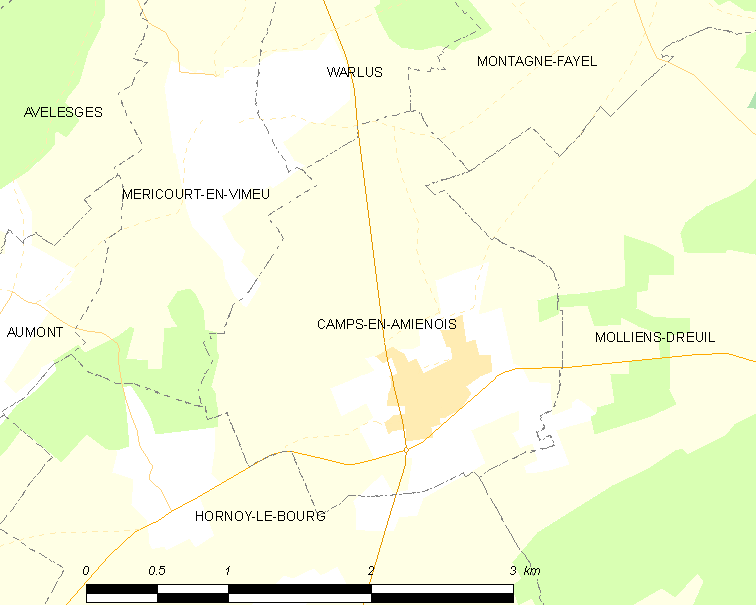
mapa del municipi

El 2007 la població de fet de Camps-en-Amiénois era de 171 persones. Hi havia 64 famílies de les quals 16 eren unipersonals (12 homes vivint sols i 4 dones vivint soles), 16 parelles sense fills, 28 parelles amb fills i 4 famílies monoparentals amb fills.
La població ha evolucionat segons el següent gràfic:
Habitants censats

### Habitatges

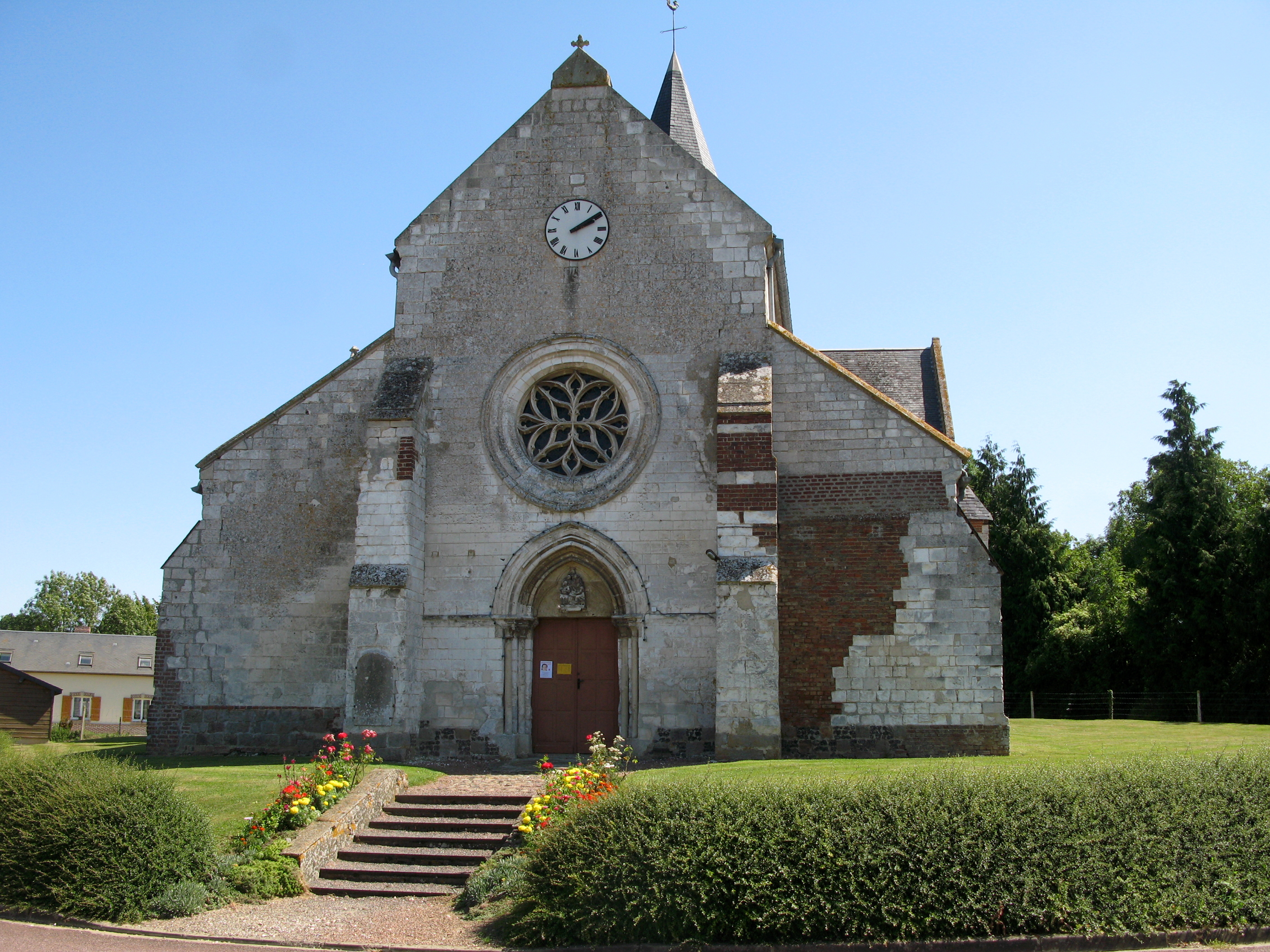

El 2007 hi havia 80 habitatges, 69 eren l'habitatge principal de la família, 4 eren segones residències i 7 estaven desocupats. Tots els 80 habitatges eren cases. Dels 69 habitatges principals, 62 estaven ocupats pels seus propietaris, 6 estaven llogats i ocupats pels llogaters i 1 estava cedit a títol gratuït; 4 tenien dues cambres, 6 en tenien tres, 14 en tenien quatre i 45 en tenien cinc o més. 47 habitatges disposaven pel capbaix d'una plaça de pàrquing. A 25 habitatges hi havia un automòbil i a 38 n'hi havia dos o més.

### Piràmide de població
La piràmide de població per edats i sexe el 2009 era:
| Homes | Edats   | Dones |
| ----- | ------- | ----- |
| 0     | 95 o +  | 0     |
| 0     | 90 a 94 | 0     |
| 0     | 85 a 89 | 0     |
| 0     | 80 a 84 | 0     |
| 0     | 75 a 79 | 4     |
| 4     | 70 a 74 | 0     |
| 8     | 65 a 69 | 12    |
| 4     | 60 a 64 | 4     |
| 12    | 55 a 59 | 8     |
| 8     | 50 a 54 | 4     |
| 4     | 45 a 49 | 8     |
| 4     | 40 a 44 | 0     |
| 8     | 35 a 39 | 4     |
| 8     | 30 a 34 | 4     |
| 4     | 25 a 29 | 8     |
| 0     | 20 a 24 | 0     |
| 0     | 15 a 19 | 0     |
| 0     | 10 a 14 | 4     |
| 0     | 5 a 9   | 8     |
| 4     | 0 a 4   | 4     |

## Economia

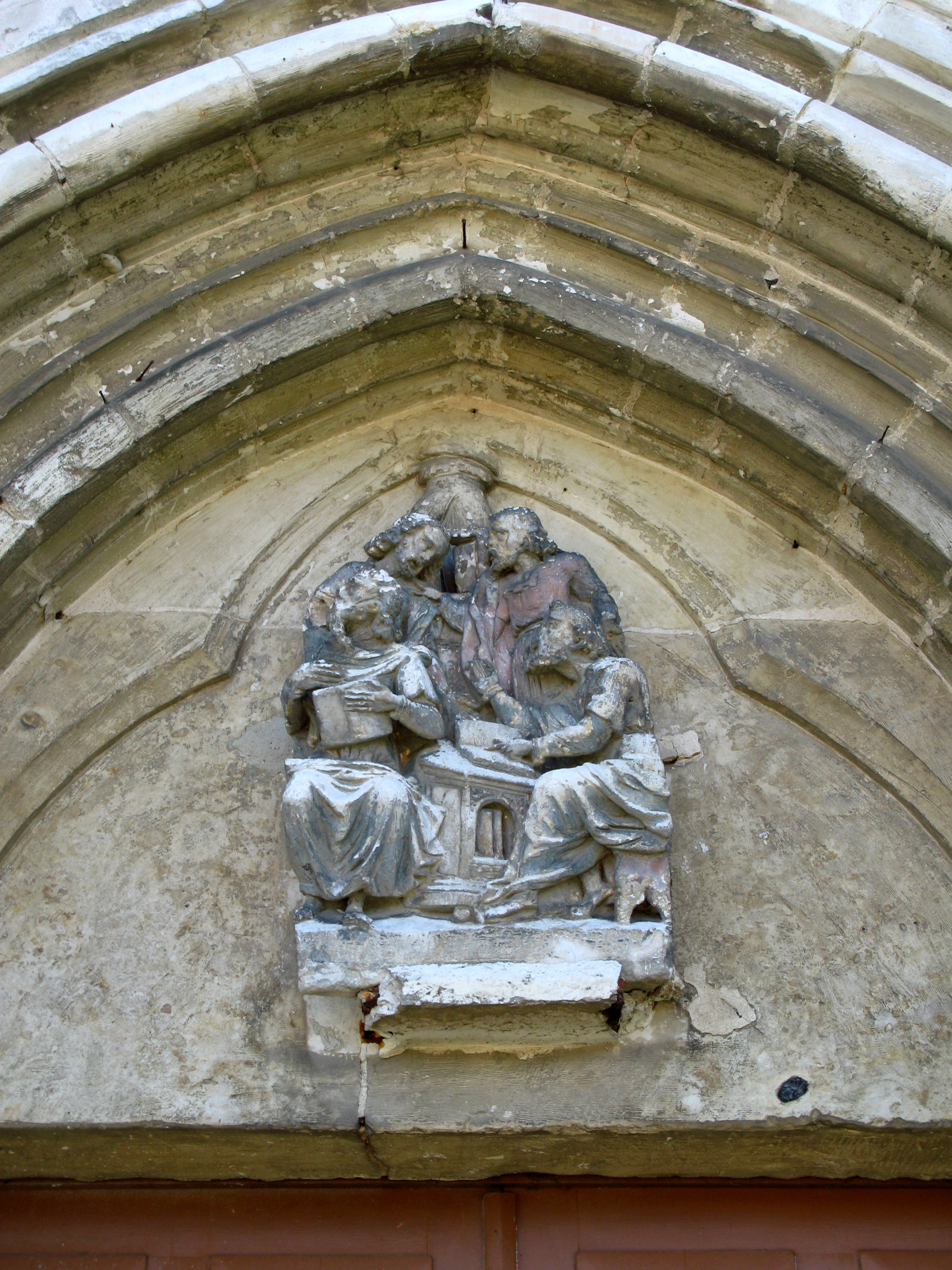

El 2007 la població en edat de treballar era de 108 persones, 81 eren actives i 27 eren inactives. De les 81 persones actives 76 estaven ocupades (40 homes i 36 dones) i 5 estaven aturades (2 homes i 3 dones). De les 27 persones inactives 10 estaven jubilades, 10 estaven estudiant i 7 estaven classificades com a «altres inactius».

### Ingressos
El 2009 a Camps-en-Amiénois hi havia 76 unitats fiscals que integraven 186 persones, la mediana anual d'ingressos fiscals per persona era de 17.849 €.

### Activitats econòmiques

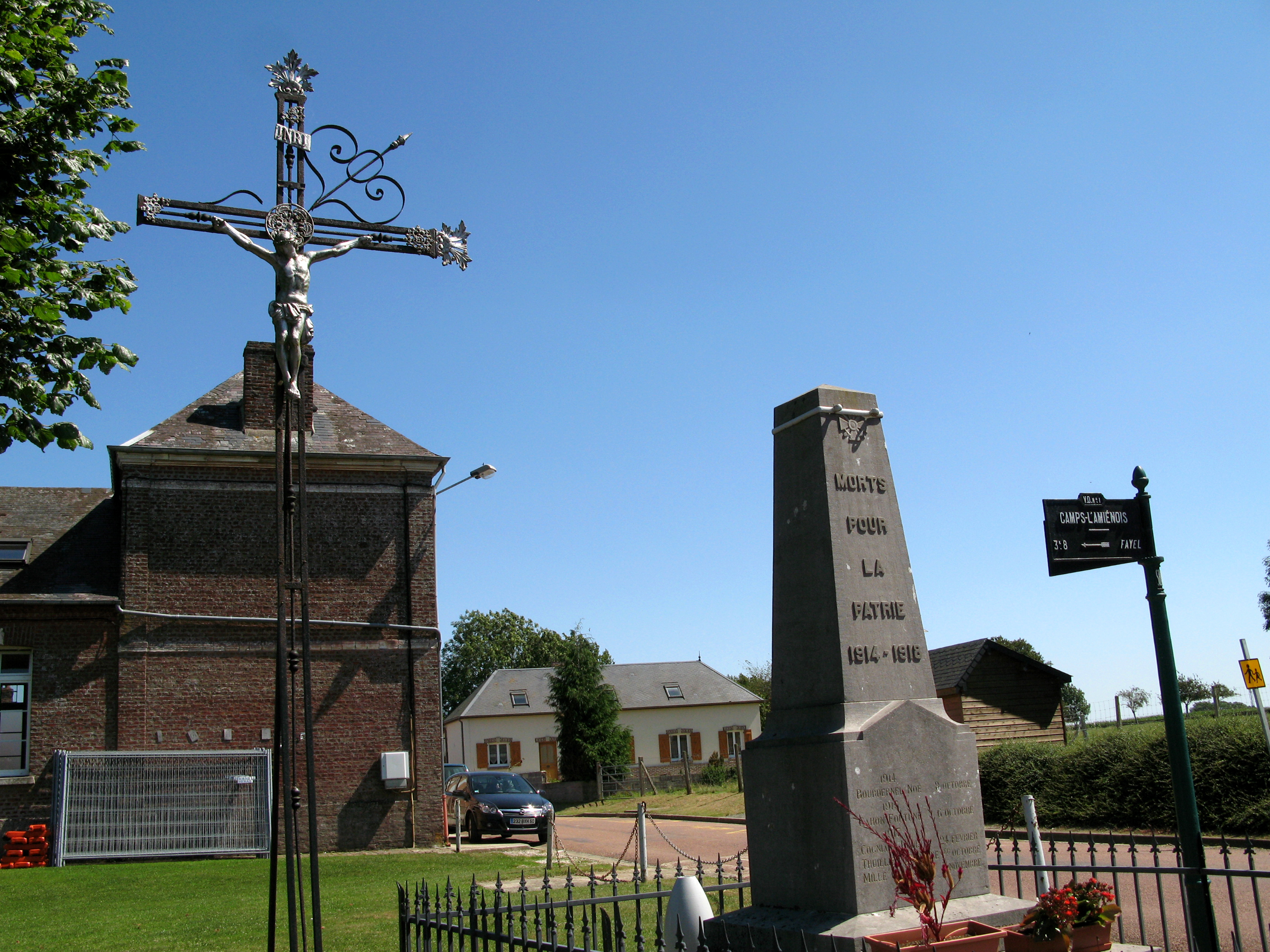

Dels 7 establiments que hi havia el 2007, 1 era d'una empresa de fabricació d'altres productes industrials, 2 d'empreses de comerç i reparació d'automòbils, 1 d'una empresa immobiliària, 1 d'una empresa de serveis i 2 d'entitats de l'administració pública.
L'únic servei als particulars que hi havia el 2009 era un taller de reparació d'automòbils i de material agrícola.
L'any 2000 a Camps-en-Amiénois hi havia 13 explotacions agrícoles que ocupaven un total de 1.060 hectàrees.

## Poblacions més properes
El següent diagrama mostra les poblacions més properes.